# Josef Schüßlburner
Josef Schüßlburner (* 31. Januar 1954 in Geratskirchen) ist ein deutscher Jurist, Beamter und Publizist.

## Leben
Josef Schüßlburner wurde als ältestes von fünf Kindern in Geratskirchen geboren und wuchs in Massing auf, wo er auch die Grundschule besuchte. Nach dem Abitur am Humanistischen Gymnasium in Straubing studierte er Rechtswissenschaften an der Universität Regensburg und der Christian-Albrechts-Universität zu Kiel. Zwischendurch absolvierte er Kurse beim Internationalen Gerichtshof in Den Haag, an der Universität Thessaloniki und an der School for Economics and Political Science in London. Während einer Asienreise lernte Schüßlburner nach einem Unfall seine spätere Frau kennen, die im Krankenhaus in Colombo als Krankenschwester arbeitete und die er 1983 heiratete und nach Deutschland holte. Nach seinem juristischen Staatsexamen 1983 war er wissenschaftlicher Mitarbeiter an der juristischen Fakultät der Universität des Saarlandes in Saarbrücken.

### Juristischer Werdegang
Von 1985 bis 2018 war Schüßlburner im Bereich des Bundesverkehrsministerium beschäftigt. Ab 1985 zunächst in Würzburg, wo 1986 sein einziger Sohn geboren wurde. Seine ministerielle Tätigkeit wurde durch die Beschäftigung beim Generalsekretariat der Vereinten Nationen, New York, im Referat für Völkerrechts-Kodifikation von 1987 bis 1989 unterbrochen. Zurück aus New York arbeitete er bis 2018 in Bonn, unterbrochen von einer Tätigkeit als nationaler Experte für Rechtsfragen des Luftverkehrs mit Schwerpunkt Gesetzgebung zur Europäischen Kommission in Brüssel von 1997 bis 1999.
Im September 2007 berichteten verschiedene Tageszeitungen, dass Schüßlburner in der rechtsextremen Szene tätig sei. Daraufhin wurde er vom Dienst beurlaubt. Er ist seit Dezember 2007 zum Eisenbahn-Bundesamt abgeordnet.
2014 war Schüßlburner als Vertreter des Bundes bei den Verhandlungen mit der Deutschen Bahn zu der „Leistungs- und Finanzierungsvereinbarung“ eingesetzt. Die Fraktion DIE LINKE hat daraufhin eine Kleine Anfrage an die Bundesregierung geschickt, in deren Antwort die Bundesregierung das Mitwirken von Schüßlburner nicht bestätigen wollte.

### Politisches und Publizistisches Wirken
Bereits als Jugendlicher, in den frühen 1970er Jahren, engagierte sich Schüßlburner politisch in der SPD. Er war Juso-Vorsitzender in Massing und 1972 Schriftführer im SPD-Ortsverband.
Von 1989 bis 1996 publizierte Schüßlburner zahlreiche Artikel in Criticón, welches laut Friedemann Schmidt als eines der ältesten und wichtigsten Organe der deutschen Neuen Rechten gelten kann. Aufgrund dieser und späterer Publikationen in verschiedenen neurechten Medien wird er in sozialwissenschaftlichen Publikationen als Vertreter der Neuen Rechten bahandelt. Von 1993 bis 1997 publizierte er in den rechtsextremen Staatsbriefen. Dies führte unter anderem zu folgender Feststellung der Bundesregierung als Antwort auf eine kleine Anfrage der PDS-Fraktion im Bundestag aus dem Jahr 2001: „J. S. veröffentlicht seit 1993 regelmäßig Beiträge in rechtsextremistischen Publikationen und tritt zumindest seit 1995 als Vortragender bei rechtsextremistischen Veranstaltungen auf“. Seine langjährige Tätigkeit als Stammautor in einem „organisationsunabhängigen Publikationsorgan des intellektuellen Rechtsextremismus“ (Staatsbriefe) hatte seine namentliche Erwähnung im Verfassungsschutzbericht von 2003 zur Folge.
Bei der Kommunalwahl in Bonn 2004 kandidierte Schüßlburner erfolglos für die Unabhängige Wählergemeinschaft Bonn für den Stadtrat.
Er publizierte zu juristischen und politischen Themen, die sich hauptsächlich kritisch mit vorherrschenden politischen Ideologien auseinandersetzen. Seine Themen weisen eine weite Bandbreite auf, die vom Wettbewerbsrecht über Verfassungsgeschichte und politische Geographie zu religionswissenschaftlichen Fragestellungen reicht. Schüßlburner wendet sich gegen die „Bewältigung“ (des Zweiten Weltkriegs) als Zivilreligion der Bundesrepublik Deutschland, da diese mit Tabuisierung und Neurotisierung die politische Freiheit gefährde. Er kritisiert vehement den in Deutschland praktizierten Verfassungsschutz und sieht diesen primär als Beschützer einer Staatsideologie, die etwa durch Ausblendung der „maßgeblichen sozialistischen Aspekte des Nationalsozialismus“ der politischen Linken eine moralische Machtprämie gewähre, die gerade die 68er-Linke nicht verdiene. Außerdem hat er verschiedene kritische Analysen über linke Ideologeme und Beiträge zur Bewältigung linker Vergangenheit veröffentlicht.
In seinen Augen selbsterfahrene politische Verfolgung bestärkte Schüßlburner darin, entschieden für die Verwirklichung der „unbegrenzten Meinungsfreiheit“ und damit des vollen politischen Pluralismus in der Bundesrepublik einzutreten. So fragte er in seiner Publikation „Kampfinstrument Antisemitismus-Vorwurf: Vom ‚Verfassungsschutz‘ zur Staatsreligion“, warum Antisemitismus nicht als freie Meinungsäußerung gestattet sei, und setzte sich 2006 dafür ein, dass in Deutschland wieder das Hakenkreuz gezeigt oder der Holocaust geleugnet werden dürfe.

## Schriften (Auswahl)

### Monografien und Herausgeberschaften
- Demokratie-Sonderweg Bundesrepublik. Analyse der Herrschaftsordnung in Deutschland. Lindenblatt-Media-Verlag, Künzell 2004, ISBN 978-3-937807-00-3.
- mit Hans-Helmuth Knütter (Hrsg.): Was der Verfassungsschutz verschweigt. Bausteine für einen Alternativen Verfassungsschutz-Bericht. Institut für Staatspolitik, Schnellroda 2007, ISBN 978-3-939869-51-1.
- Roter, brauner und grüner Sozialismus. Bewältigung ideologischer Übergänge von SPD bis NSDAP und darüber hinaus. Lichtschlag Medien und Werbung, Grevenbroich 2008, ISBN 978-3-939562-04-7.
- Konsensdemokratie. Die Kosten der politischen „Mitte“. Edition Antaios, Schnellroda 2010, ISBN 978-3-935063-94-4.
- „Verfassungsschutz“. Der Extremismus der politischen Mitte. Institut für Staatspolitik, Steigra 2016, ISBN 978-3-939869-30-6.

### Beiträge in Sammelbänden und Kommentare
- Beiträge in Hans-Helmut Knütter & Stefan Winckler (Hrsg.): Der Verfassungsschutz. Auf der Suche nach dem verlorenen Feind. München 2000, ISBN 978-3-8004-1407-9.
  - Amtliche Ideologiekontrolle durch verfassungswidrige Verfassungsschutzberichte. S. 155 ff.
  - Verfassungsschutz, Gedankenpolizei, Staatsschutz, Grundgesetzpolizei – was ist die Lösung? S. 365 ff.
  - Beispiel einer dem Rechtsstaatsprinzip entsprechenden Gliederung eines alternativen Verfassungsschutzberichtes – entsprechend der Umschreibung der freiheitlichen demokratischen Grundordnung durch das Bundesverfassungsgericht. S. 423 ff.

- Die Anwendung des Wettbewerbsrechts der Europäischen Gemeinschaft auf den Luftverkehr und Anwendung der Artikel 87 (92 a. F.) und 88 (93 a. F.) des EG-Vertrags sowie des Artikels 61 des EWR-Abkommens auf staatliche Beihilfen im Luftverkehr. In: EG-Verkehrsrecht. Begründet von Albrecht Frohnmeyer und Peter Mückenhausen. Kommentar. Nr. 54 und Nr. 55. Beck-Verlag (Loseblatt-Ausgabe), München 2001 ff., ISBN 978-3-406-45255-0.

- Krieg zwischen Demokratien. In: Albrecht Jebens & Stefan Winckler (Hrsg.): In Verantwortung für die Berliner Republik. Ein freiheitlich-konservatives Manifest. Festschrift für Klaus Hornung zum 75. Geburtstag. A. Jebens, Berlin 2002, ISBN 978-3-00-009933-5, S. 374 ff.

- Universelle Religion und Staatenvielfalt. Eine religionsgeschichtliche Betrachtung zu Monotheismus und Völkerpluralismus. In: Wolfgang Dewald & Klaus Motschmann (Hrsg.): Kirche – Zeitgeist – Nation. Gewandelte Religion – Verändertes Volk? Ares-Verlag, Graz 2005, ISBN 978-3-902475-03-9.